# Reino de Cork
El reino de Cork fue un pequeño enclave hiberno-nórdico que aparece en la crónica del siglo XII Cogad Gáedel re Gallaib (guerra de los irlandeses contra los extranjeros) y otros escritos contemporáneos como los Anales de los cuatro maestros, Anales de Inisfallen y Anales de Tigernach. Debido a las constantes embestidas vikingas la ciudad fue totalmente amurallada y algunas secciones todavía permanecen en pie hoy día.
Los anales de Ulster registran las primeras incursiones vikingas en 822 y 839. En 848 los primeros colonos vikingos fundaron un longphort que entre 915 y 922 llegó a competir seriamente con el reino de Dublín. Los gobernantes hiberno-nórdicos usaban el «Black Rent» (extorsión) con el fin de evitar que atacasen la ciudad. Durante gran parte de la Edad Media, Cork era un puesto avanzado de la cultura en inglés viejo inmerso en un ambiente gaélico predominantemente hostil y aislado del gobierno de Dublín.
El caudillo vikingo Ottir Iarla está asociado con las conquistas e incursiones vikingas en Irlanda, particularmente en la provincia de Munster. La crónica Cogad Gáedel re Gallaib le describe como lugarteniente principal del poderoso caudillo Ragnall ua Ímair, y le asocia con el asentamiento vikingo de Cork, pero no está claro si gobernó como rey o estaba sujeto a la autoridad de Ragnall; los anales sin embargo ofrecen una cronología distinta.
Los anales citan a un caudillo de Cork, llamado Gnímbéolu, que fue abatido en el campo de batalla por los irlandeses de Déisi en 867.